# Ezra Armstrong
Ezra Hanani Armstrong (* 15. Dezember 1998 in Gastonia, North Carolina) ist ein US-amerikanischer Fußballspieler auf der Position eines Abwehrspielers. Seit 2019 spielt er für den Skovshoved IF mit Spielbetrieb in drittklassigen dänischen 2. Division.
Er ist der Sohn des ehemaligen US-amerikanischen Internationalen und Hall-of-Famers Desmond Armstrong.

## Karriere

### Karrierebeginn in den USA
Ezra Armstrong wurde am 15. Dezember 1998 als Sohn des ehemaligen US-amerikanischen Internationalen Desmond Armstrong in der Stadt Gastonia im US-Bundesstaat North Carolina geboren, wo seine Familie zu diesem Zeitpunkt lebte und sein Vater kurz vor seiner Aufnahme als Cheftrainer an der Herrenfußballabteilung des Montreat College war. In weiterer Folge wuchs er jedoch in Nashville, Tennessee, auf und begann hier auch seine aktive Laufbahn als Fußballspieler. Hier spielte er im Laufe seiner Kindheit und Jugend unter anderem für das von seinem Vater ins Leben gerufene Ausbildungsteam FC Nashville Heroes, das seit Frühjahr 2014 über den gemeinsamen Eigentümer Sporting Club eng mit dem MLS-Franchise Sporting Kansas City verbunden ist. In weiterer Folge wechselte er zu Beginn der Saison 2014/15 an die Akademie von Sporting Kansas City, an der sein Vater ebenfalls im Ausbildungsbereich tätig ist. In Kansas City, Missouri, angekommen, fand der damals 15-Jährige anfangs nur schwer in die Mannschaft, da sich die Intensität des Trainings mit zusätzlichen Spielen am Wochenende deutlich erhöht hatte. Parallel zu seiner Zeit an der franchiseeigenen Akademie besucht Armstrong auch die Blue Valley North High School in Overland Park, einem Vorort von Kansas City, wo er auch mit seiner Familie lebt.

### Als Akademiespieler zum Profidebüt
Nachdem er zu Beginn in der U-16-Mannschaft der Akademie zum Einsatz kam, wo er fortan unter dem ehemaligen ungarischen Nationalspieler István Urbányi, der Ende der 1980er an der Seite des Sporting-Kansas-City-Cheftrainers Peter Vermes beim Győri ETO FC spielte, trainierte, schaffte er schon bald darauf den Sprung in die nächsthöhere Nachwuchsspielklasse. Bis zu seinem ersten sogenannten Academy Contract, einem Vertrag, der ihn berechtigt im eben erst gegründeten USL-Franchise Swope Park Rangers in Erscheinung zu treten, ihm aber auch ermöglicht weiterhin in der Akademie aktiv zu sein, kam er in mehr als 35 Akademiespielen zum Einsatz und steuerte dabei vier Treffer bei. Bis zu dieser Vertragsunterzeichnung im März 2016 hatte er es in der Saison 2015/16 auf neun Meisterschaftseinsätze für die U-18-Mannschaft gebracht. Für die Swope Park Rangers, die somit als zweites Profiteam neben Sporting Kansas City bestehen, gab er daraufhin am 14. Mai 2016 unter dem kanadischen Trainer Marc Dos Santos sein Profiligadebüt, als er beim 2:1-Heimsieg über die Tulsa Roughnecks in der Nachspielzeit (91. Minute) für den kanadischen Doppeltorschützen Tyler Pasher auf den Rasen kam. In den Folgemonaten blieben weitere Einsätze – mit Ausnahme eines weiteren Kurzeinsatzes gegen den Saint Louis FC am 21. August – aus. Stattdessen kam er weiterhin in der Akademie bzw. an seiner High School, die er im Jahre 2017 erfolgreich abschloss, zum Einsatz.

### Weitere Stationen in den USA, Deutschland und Dänemark
Über Vermittlung seines Vaters kam er im Jahre 2018 beim im Februar desselben Jahres gegründeten Franchise FC Columbus mit Spielbetrieb in der unterklassigen National Premier Soccer League unter. Sein Vater fungierte dort als einer der Assistenztrainer und dem jamaikanischen Cheftrainer Maziya Chete. Im Spieljahr 2018 brachte es Armstrong auf Einsätze in sechs Meisterschaftsspielen und erzielte hierbei am 8. Juni 2018 bei einem 1:1-Heimremis gegen den Detroit City FC den Treffer zur 1:0-Führung seines Teams. Über das gesamte Spieljahr hinweg brachte es der junge Defensivakteur auf sechs Meisterschaftseinsätze und ein -tor. Noch im Sommer 2018 schaffte Armstrong den Sprung nach Europa und heuerte hier bei Türkspor Augsburg mit Spielbetrieb in der sechstklassigen deutschen Landesliga Bayern Südwest an. Nach seinem Debüt gegen den SV Mering am 25. August 2018, der neunten Runde der bereits laufenden Saison, kam er bis zum Saisonende 2018/19 in allen restlichen 25 Ligapartien zum Einsatz und steuerte drei Treffer bei. Hinter dem TSV Landsberg wurde Türkspor Augsburg am Saisonende Vizemeister und hatte dadurch die Möglichkeit über die Relegationsspiele in die Fußball-Bayernliga aufzusteigen. Dabei bezwangen die Augsburger den 1. FC Sonthofen und schafften damit den bislang größten Vereinserfolg, den Aufstieg in die fünftklassige Bayernliga.
Nach dem Saisonende verließ Armstrong die Augsburger und kam erst mehrere Monate später beim Skovshoved IF mit Spielbetrieb in der 2. Division, der dritthöchsten dänischen Fußballliga, unter. In der zweigleisig verlaufenden 2. Division debütierte Armstrong am 23. Oktober 2019 bei einer 1:2-Heimniederlage gegen den Hellerup IK, als er von seinem Trainer Claus Larsen in der 78. Spielminute für Frederik Frick eingewechselt wurde. Danach saß er in drei weiteren Ligapartien uneingesetzt auf der Ersatzbank, ehe die Liga in die Winterpause ging (Stand: 10. Januar 2020). Mit der Mannschaft rangiert er aktuell (Stand: 10. Januar 2020) auf dem letzten Platz der Gruppe 1.

## Erfolge
mit Türkspor Augsburg
- Vizemeister der Landesliga Bayern Südwest und Aufstieg in die Bayernliga: 2018/19